# Вуличний футбол в Україні
Вуличний футбол (Street football in Ukraine)— це  різновидів футболу (великий футбол, міні-футбол, пляжний футбол та вуличний). Ці різновиди офіційно визнані у світі FIFA. I для підримки розвитку вуличного футбола створена
«Ліга вуличного футболу України»

## Історія створення офіційного вуличного футболу в Україні
Ліга зареєстрована у 2005 р. при Мінистерстві юстиції як всеукраїнська громадська організація.
«Ліга вуличного футболу України» є колективним членом Федерації футболу України.
При Міністерстві України у справах сім'ї, молоді та спорту згідно з Наказом №2584 від 27.07.06 «Про включення вуличного футболу до переліку видів спорту, що визнані в Україні».
Ціль — розвиток, пропаганда й популяризація футболу та вуличного футболу
Місія — організація дозвілля аматорів футболу, пропаганда здорового способу життя.
Функції ВГО «Ліга вуличного футболу», як федерації полягають:
- у розробці програми розвитку виду спорту в Україні на кожні 4 роки;
- присвоєння спортивної класифікації спортсменів;
- контролем за проведенням та суддівством змагань;
- розробкою методичних рекомендацій щодо проведення навчально-тренувального процесу з виду спорту
- організує проведення допінг-контролю
- проведенням всеукраїнських, міжнародних змагань, здійснення заходів щодо подальшого розвитку виду спорту в Україні.

Лозунг — «Наше здоров'я — це здоров'я нації».

## Діяльність
- Соціальні проекти
- Спортивно-комерційні проекти
- Корпоративні проекти
- Міжнародні проекти

## Соціальні проекти
- Організація проведення змагань за участю безпритульних дітей під егидою UEFA при сприянні Федерації футболу України.
- Організація та проведення турнірів з вуличного футболу серед неповнолітніх, які відбувають покарання у виправних закладах України

## Див також
- Чемпіонат світу з футболу серед безпритульних
- Дорога до Дому. Благодійний фонд
- Ваннік Олег Вікторович

## Посилення
- Правила игры в уличном футболе. [Архівовано 17 квітня 2019 у Wayback Machine.]
- Вуличний футбол в Україні [Архівовано 12 жовтня 2016 у Wayback Machine.]
- The Way Home Foundation [Архівовано 29 липня 2016 у Wayback Machine.]
- Результаты на сайте RSSSF [Архівовано 5 березня 2016 у Wayback Machine.](англ.)
- Офіційний сайт [Архівовано 11 січня 2016 у Wayback Machine.]
- Україна виграла чемпіонат світу серед безпритульних  [Архівовано 5 травня 2012 у Wayback Machine.]
- Сборная Украины по уличному футболу – чемпион мира! [Архівовано 9 серпня 2016 у Wayback Machine.]